# The Most Serene Republic
The Most Serene Republic  es una banda canadiense de indie rock fundada en Milton, en 2003. El nombre del grupo proviene del alias de Venecia cuando se encontraba bajo el mandato de los Dux, "The Most Serene Republic of Venice" ("la Serenísima República de Venecia").

## Miembros
- Adrian Jewett;– voz, trombón (2003–actualidad)
- Ryan Lenssen;– piano, coros (2003–actualidad)
- Nick Greaves;– guitarra, EBow, banjo (2003–actualidad)
- Sean Woolven;– batería (2004), guitarra, coros, (2006–actualidad)
- Simon Lukasewich;– bajo eléctrico, violín (2006–actualidad)
- Adam Balsam;– batería (2009–actualidad)

### Antiguos miembros
- Peter Van Helvoort – guitarra (2004)
- Andrew McArthur – bajo eléctrico (2004–2006)
- Tony Nesbitt-Larking – batería (2006–2008)
- Adam Nimmo – batería (2004–2006), (2008)
- Emma Ditchburn – guitarra, voz (2004–2009)

## Historia
Los orígenes del grupo comenzaron en 2003, cuando Ryan Lenssen y Adrian Jewett fundaron Thee Oneironauts (O-nye-rawn-nauts). Ambos grabaron y publicaron su primer EP, llamado Night of the Lawnchairs , bajo el sello de la discográfica GROK Studio, que también había publicado "Rushing To Redlights", del propio Lenssen. El dueto The Oneironauts se convirtió en un terceto con la incorporación del guitarrista Nick Greaves, naciendo así The Most Serene Republic.
Lenssen produjo, mezcló y dirigió su primer álbum, Underwater Cinematographer , grabado por ASF Studio, mientras que Ryan A. Mills fue el encargado de la masterización del mismo. Su publicación se produjo a finales de 2004, a cargo del sello independiente Sunday League Records, antes de ser contratados por Arts & Crafts. El 28 de junio de 2005, el álbum se reeditó con un nuevo diseño. The Most Serene Republic es la primera banda que trabaja con Arts & Crafts sin tener ningún tipo de vínculo con el supergrupo Broken Social Scene. Después de hacer unas giras para promocionar su álbum, compartiendo escenario con grupos como Metric, Stars y Broken Social Scene, The Most Serene Republic grabó un nuevo EP, Phages . Este se difundió tras tocar como teloneros de la banda The Strokes en un tour por Canadá en 2006.
En este mismo año, el batería original Adam Nimmo se fue del grupo, siendo rápidamente reemplazado por Tony Nesbitt-Larking.  Tras invertir prácticamente todo el año en la preparación de su segundo álbum, el 2 de octubre de 2007 TMSR publicó Population  con Arts & Crafts, obteniendo buenas críticas en general. Tony colaboró en este disco y realizó giras con el grupo a lo largo de 2008. 
En 2007, Jewett y Jenssen participaron en MTV Canada para promocionar el lanzamiento de su segundo álbum, Population , apareciendo por primera vez en televisión.  Además, se les entrevistó durante la transmisión de Making The Band, llevando trajes de Star Trek y explicando que después de la entrevista asistirían a una convención de Star Trek. En 2008, la banda completa apareció en MTV Live para conceder una entrevista y tocar tres canciones.
En una entrevista el 17 de junio de 2008, el guitarrista Nick Greaves anunció que el grupo grabaría su tercer álbum con el productor de Broken Social Scene y Super Furry Animals, David Newfeld, e insinuó que podría darse un pequeño cambio en el sonido de su música.
En 2008, se publicó Live At XMU, un EP formado por cuatro canciones acústicas extraídas de sus álbumes anteriores, Population  y Phages . Se grabó el 11 de diciembre de 2007 en XMU studios, en Washington D. C., y se difundió exclusivamente en iTunes, el 12 de agosto de 2008.
El 20 de abril de 2009, el grupo anunció que el 14 de julio del mismo año se publicaría su nuevo álbum, ...And The Ever Expanding Universe , y permitieron la descarga gratuita de la segunda canción del disco, "Heavens to Purgatory". Además, informaron de que solo unos pocos días más tarde, el 28 de abril, lanzían un EP de 16-bit remixes, llamado Digital Population.
El 14 de agosto del mismo año, su canción "Humble Peasants" apareció en el tráiler de "A Generation After Genocide", un documental sobre el poder curativo del fútbol en Ruanda. 
Ben Steiger-Levine dirigió el vídeo de su canción "Heavens to Purgatory", que fue nominado al Vídeo del Año en los Premios Juno de 2010. 
El 24 de mayo de 2001, la banda publicó "Pre Serene: Thee Oneironauts", una recopilación remasterizada de canciones grabadas en la segunda mitad de 2003 por la anterior formación del grupo, Thee Oneironauts.
The Most Serene Republic ha anunciado su regreso publicando un nuevo álbum tras seis años, Mediac, que se publicará el 13 de noviembre con MapleMusic Recordings. Mediac se grabó en Toronto, Ryan Lenssen fue el encargado de su producción, mientras que David Newfeld (Broken Social Scene/Super Furry Animals/Los Campesinos!) se encargó de la mezcla.

## Discografía

### Álbumes
- 2005: Underwater Cinematographer  (Arts & Crafts)
- 2007: Population  (Arts & Crafts)
- 2009: ...And the Ever Expanding Universe  (Arts & Crafts)
- 2011: Pre Serene: Thee Oneironauts  (Home of the Rebels)
- 2015: Mediac  (MapleMusic Recordings)

### EP
- 2006: Phages
- 2008: Live at XMU - Acoustic EP
- 2009: Digital Population
- 2010: Fantasick Impossibliss  (Home of the Rebels)

### 7"s
- 2006: Content Was Always My Favorite Color b/w Tragedy of The Commons
- 2006: The Most Serene Republic / Headlights [Split]

### Videoclips
- Content Was Always My Favourite Color (2006, Underwater Cinematographer)
- Oh (God) (2007, Underwater Cinematographer)
- The Men Who Live Upstairs (2008, Population)
- Heavens To Purgatory (2009, ...And the Ever Expanding Universe)
- Jelly Chamber (2010, Fantasick Impossibliss)